# Angle obtus

Angle obtus

En mathématiques, un angle obtus est un angle saillant dont la mesure est strictement supérieure à celle de l'angle droit, autrement dit un angle dont la mesure en degrés est comprise entre 90° exclu et 180° (soit entre π/2 exclu et π radians). 
Une condition équivalente est que son cosinus soit strictement négatif .
Un angle saillant dont la mesure est strictement inférieure à celle de l'angle droit est dit « aigu ».
Un triangle qui a un angle obtus est dit « obtusangle ».